# Mura di Siena

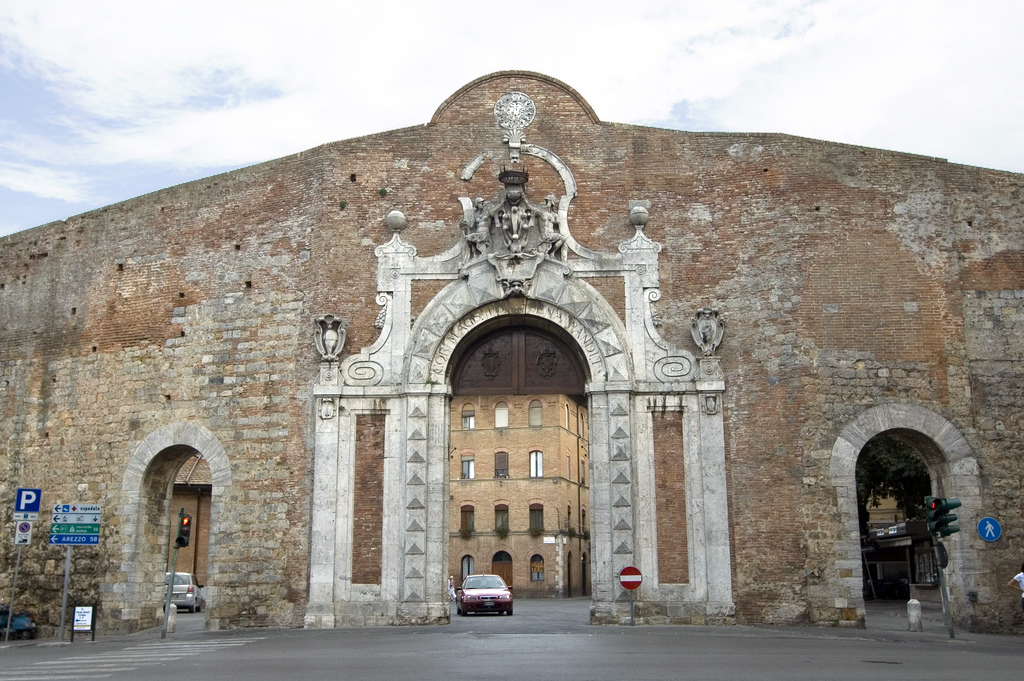
Porta Camollia

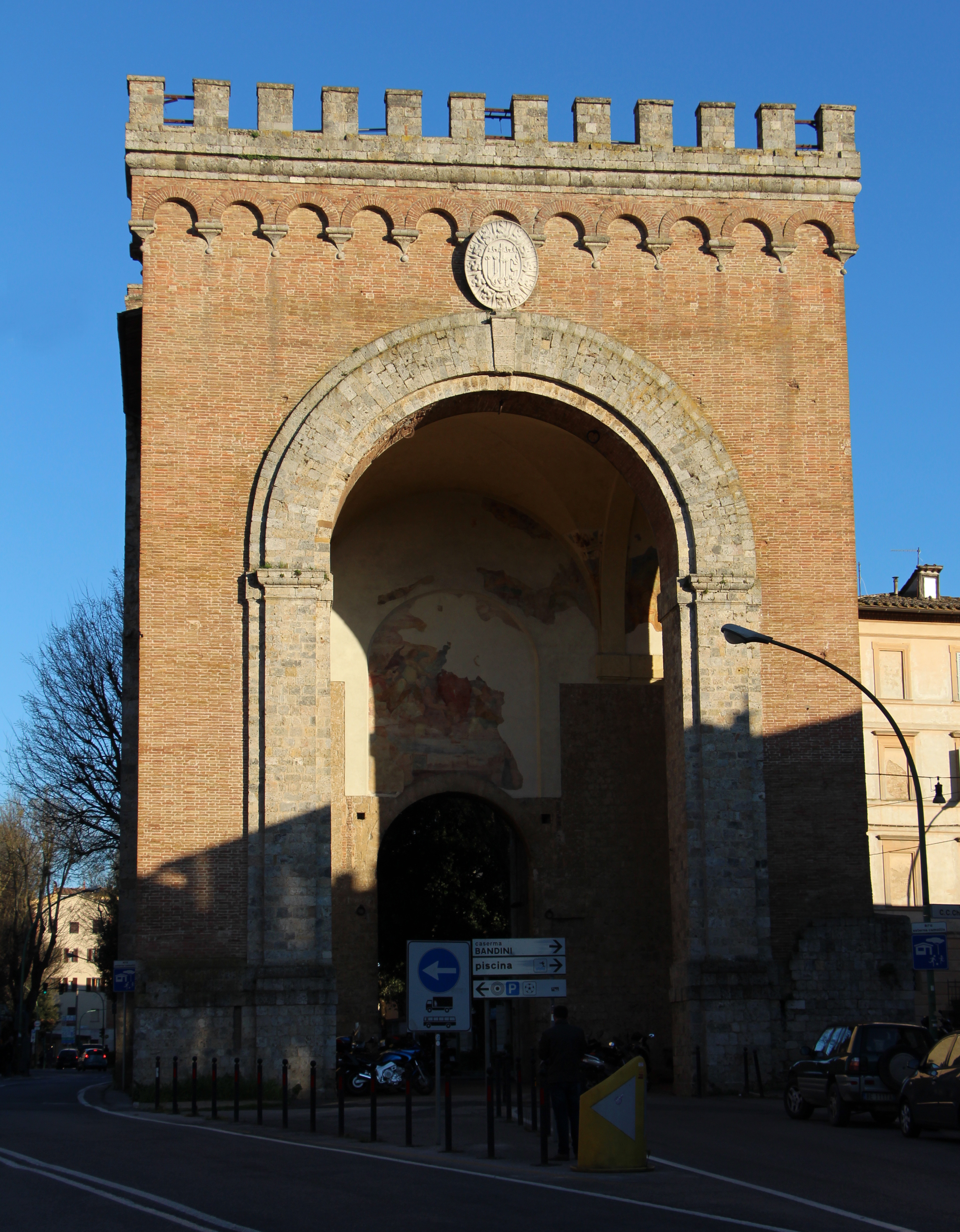
Antiporto di Camollia

Les Mura di Siena sont le nom italien des fortifications, remparts, tours et bastions, qui ceinturent la cité médiévale de Sienne sur son promontoire collinaire. Elles permettent l'accès à la cité par plusieurs portes défensives.

## Historique
Édifiées entre les XIIIe et XIVe siècles, elles sont percées de nombreuses portes donnant et contrôlant les accès à la cité historique.
Elles furent complétées dans la seconde moitié du  XVIe siècle par le forte Santa Barbara  des Médicis. La modernisation de toutes les fortifications fut cependant si coûteuse qu'en 1544, la ville fit banqueroute en tentant de financer les travaux.
L'ensemble regroupant aujourd'hui les remparts et les bois qui y montent est appelé Parco delle Mura.

## Portes
- Porta Tufi (XIVe siècle)
- Porta Romana, des architectes Agnolo di Ventura et Agostino di Giovanni, une porte triple du XIVe siècle
- Porta Pispini (XIVe siècle) près du fortin Balthazar Peruzzi (XVIe siècle)
- Porta Camollia  (XVIIe siècle) et son inscription : « Cor magis tibi Siena pandit »
- Antiporto di Camollia, Piazza Saracini
- Porta Ovile, porte triple
- Porta di Fontebranda,
- Porta Laterina,
- Porta San Marco,

Sont présents également des passages de voies dans l'enchevêtrement des murailles :
- Porta all'Arco,
- Arco delle Due Porte
- Arco di San Maurizio